# Zamboanga-Sibúguey
Zamboanga-Sibúguey (inglés: Zamboanga Sibugay; cebuano: Sambowangga-Sibugay; filipino: Samboangga-Sibugay) es una provincia en la región de Zamboanga en la isla de Mindanao, Filipinas. Su capital es Ipil y está rodeado al norte por Zamboanga del Norte, al este por Zamboanga del Sur, al sudoeste por Ciudad de Zamboanga y al sur por la bahía de Sibúguey en Golfo de Moro. Zamboanga-Sibúguey fue creado en 2001 cuando el tercer distrito de Zamboanga del Sur se separó. Zamboanga-Sibúguey es los septuagésima novena provincia creada en las Filipinas.

## Población
De acuerdo con el censo del 2000, Zamboanga-Sibúguey tiene una población de 497 239 personas, y una densidad demográfica de 161 h/km² (161 habitantes por kilómetro cuadrado). Es 29.ª más grande entre las provincias de las Filipinas en términos de población y densidad demográfica. El crecimiento anual de la población es de 2.09%.
Los idiomas principales hablados en la provincia son el Subanen, Cebuano, Hiligaynon y el Chavacano. Tagalo, Ilocano y otras lenguas étnicas son hablados también.

## Economía
Las industrias principales están entre las áreas de la panadería, del arroz y del maíz molido, alimentos manufacturados, producción de muebles a base de madera. Nuevas industrias incluyen productos procesados, ropa, fabricación de la cera y de la vela, y muchas otras.
Las cosechas en mayor cantidad que se producen incluyen el arroz, el maíz, cocos, caucho, frutales, vehículos, tabaco, café, cacao, y cultivos de raíces. Las producciones del ganado y de las aves de corral son operaciones predominante en reducida escala del patio trasero. La explotación del cabón está también presente en algunas áreas de la provincia.

## Geografía
Zamboanga-Sibúguey tiene un área total aproximada de 3228.3 km² incluyendo cerca de 37.82% de la provincia madre de Zamboanga del Sur. Geográficamente está situado a 123o 04’ 49.75” de longitud y a 7o 42’ 14.89” de latitud. Políticamente al norte limita los límites municipales comunes de Kalawit, Tampilisan y Godod en Zamboanga del Norte. Al oeste, es limitado por los municipios de Siraway, Siocon, y Balinguian, que también forman parte de la provincia de Zamboanga del Norte. Al sur es limitado por la bahía de Sibúguey. Al este, los municipios de Bayog y Kumalarang, ambos en la provincia de Zamboanga del Sur. Es limitado al sudoeste Ciudad de Zamboanga.

### Organización Territorial
Zamboanga-Sibúguey está subdividida en 16 municipios.
| - Alicia - Buug - Diplahan - Imelda - Ipil - Kabasalan - Mabuhay - Malangas | - Naga - Olutanga - Payao - Roseller Lim - Siay - Talusan - Titay - Tungawan |

Estos municipios se subdividen a su vez en 389 barangayes. La provincia abarca dos (2) distritos del congreso.

### Clima
Zamboanga-Sibuguey tiene un área de 3.087.9 de km². Geográficamente está situado en 123°4′49″ N y 7°42′14″ E. Está limitada por el norte y el oeste por Zamboanga del Norte; al este por Zamboanga del Sur; al sur por Bahía de Sibuguey; y al sudoeste por Ciudad de Zamboanga.
La condición climática de la provincia es moderadamente normal (Tipo III climático). La precipitación anual varía de 1.599 mm. a 3.500 mm. La temperatura es relativamente caliente y constante a través del año que se extiende de 22 °C a 35 °C. La provincia se encuentra fuera de la marea de tifón que ocurre en el país.

## Historia
El área de Zamboanga-Sibúguey antes formaba parte de Zamboanga del Sur. Las tentativas de dividir a Zamboanga del Sur en provincias separadas datan desde los años 60. Varios pedidos fueron archivados en el congreso, pero permanecía sin aceptarse. Hasta que finalmente, la nueva provincia fue creada según Acto No. 8973 de la república el 22 de febrero de 2001.